# Parafia Świętego Ducha w Białymstoku
Parafia Świętego Ducha – parafia prawosławna w Białymstoku, w dekanacie Białystok należącym do diecezji białostocko-gdańskiej.
Na terenie parafii funkcjonuje 1 cerkiew:
- cerkiew Świętego Ducha w Białymstoku – parafialna

## Historia
Dekretem z 1983 Jego Ekscelencja Arcybiskup Sawa erygował nową parafię pod wezwaniem Świętego Ducha w Białymstoku przy ul. Antoniuk Fabryczny 13, na osiedlu Wysoki Stoczek. Świętem parafialnym ustanowiono dzień Świętego Ducha (drugi dzień Pięćdziesiątnicy czyli Zielonych Świątek). Proboszczem parafii został ks. prot. mgr Jerzy Boreczko.

## Cerkiew parafialna
W 1982 otrzymano pozwolenie na budowę nowej cerkwi, a w dniu 1 sierpnia tegoż roku nastąpiło uroczyste położenie kamienia węgielnego. Poświęcenie cerkwi Świętego Ducha odbyło się dnia 16 maja 1999.

## Pomnik prawosławnych mieszkańców Białostocczyzny
Na terenie parafii został zlokalizowany pomnik poświęcony prawosławnym mieszkańcom Białostocczyzny zabitych i zaginionych w latach 1939–1956. Stanowi on część ogrodzenia cerkiewnego i jest kryty kopułą z krzyżem. Autorami projektu pomnika są Jan Kabac oraz Stefan Wyszkowski.

## Wykaz proboszczów
- od 1983 – ks. Jerzy Boreczko